# Finn and Hengest
Finn and Hengest: The Fragment and The Episode, de son titre complet, est un ouvrage de J. R. R. Tolkien, édité à titre posthume par Alan Bliss en 1982.
L'ouvrage présente deux textes en vieil anglais, The Fragment, manuscrit publié en 1705 sous le nom The Fight at Finnesburg et The Episode, composés des vers 1066 à 1159 du poème médiéval Beowulf, qui présentent tous deux une scène de bataille entre les Danes et les Frisons sur le lieu de Finnsburuh. Tolkien y étudie la relation entre les deux versions, ainsi que les relations entre les personnages historiques.

## Publication
Dans les années 1960, Alan Bliss, un ancien élève de Tolkien, fait une lecture sur Hengest and the Jutes censée contenir de nombreuses conclusions inédites sur l'histoire de Finn et Hengest, devant la Société médiévale de Dublin. Cependant, alors qu'il veut publier sa conférence, il s'aperçoit que Tolkien a anticipé la plupart de ses propres observations dans une série de conférences qu'il donna entre les années 1920 et 1963. La publication des travaux de Bliss est alors remise en cause, car il ne peut publier sans faire référence à ces travaux.
En 1966, Bliss visite Tolkien pour s'entretenir de ce problème. Tolkien décide alors de céder tous les manuscrits qu'il utilisa pour ses conférences à Bliss, en lui permettant d'en faire l'usage qu'il souhaite. Cependant, Tolkien décède avant d'avoir pu livrer le matériau. Ce n'est finalement qu'en 1979 que l'ensemble des manuscrits arrive entre les mains de Bliss, grâce à Christopher Tolkien, le fils de Tolkien.
Ce n'est que trois ans plus tard, en 1982, après un gros travail d'édition qu'Alan Bliss, soutenu par Christopher, publie l'ouvrage au nom de Tolkien. Concrètement, l'ouvrage se compose, pour la plupart, des textes de Tolkien accompagnés d'une introduction, d'une traduction du Fragment et d'un appendice sur la nationalité d'Hengest de la main de Bliss.

## Manuscrit
En 1705, parait à Oxford l'ouvrage Linguarum Vett. Septentrionalium Thesaurus, un recueil de textes grammaticaux et littéraires en relation avec les langues du nord de l'Europe, compilé par George Hickes. Parmi ces textes, se trouve imprimé le Fragment, poème de 50 vers en vieil anglais dont l'original a été découvert puis perdu par Hickes.